# Campeonato Brasileiro Série C 2002
In 2002 werd de dertiende editie van het Campeonato Brasileiro Série C gespeeld, de derde hoogste klasse van het Braziliaanse voetbal. De competitie werd gespeeld van 7 juli tot 1 december. Brasiliense werd kampioen.

## Format
Er namen 61 clubs deel die in de eerste fase verdeeld werden over zestien poules van drie tot vier clubs, de top twee stootte telkens door naar de tweede fase. Na drie knockout rondes bleven er vier clubs over die elkaar nogmaals in poulefase bekampten. Naast de kampioen promoveerde ook de vicekampioen naar de Série B. 

## Eerste fase

### Groep 1
| Plaats | Club             | Wed. | W | G | V | Saldo | Ptn. |
| ------ | ---------------- | ---- | - | - | - | ----- | ---- |
| 1.     | Nacional         | 8    | 7 | 1 | 0 | 19:8  | 22   |
| 2.     | Atlético Roraima | 8    | 3 | 3 | 2 | 16:9  | 12   |
| 3.     | Rio Negro        | 8    | 2 | 3 | 3 | 10:15 | 9    |
| 4.     | Ji-Paranà        | 8    | 2 | 2 | 4 | 6:11  | 8    |
| 5.     | Andirá           | 8    | 0 | 3 | 5 | 8:16  | 3    |

|  | Geplaatst voor tweede fase |

### Groep 2
| Plaats | Club            | Wed. | W | G | V | Saldo | Ptn. |
| ------ | --------------- | ---- | - | - | - | ----- | ---- |
| 1.     | Tuna Luso       | 6    | 3 | 2 | 1 | 8:5   | 11   |
| 2.     | Tocantinópolis  | 6    | 3 | 1 | 2 | 10:9  | 10   |
| 3.     | Ypiranga        | 6    | 3 | 0 | 3 | 5:6   | 9    |
| 4.     | Águia de Marabá | 6    | 1 | 1 | 4 | 6:9   | 4    |

|  | Geplaatst voor tweede fase |

### Groep 3
| Plaats | Club       | Wed. | W | G | V | Saldo | Ptn. |
| ------ | ---------- | ---- | - | - | - | ----- | ---- |
| 1.     | Santa Inês | 4    | 4 | 0 | 0 | 17:0  | 12   |
| 2.     | Tocantins  | 4    | 1 | 1 | 2 | 4:15  | 4    |
| 3.     | Imperatriz | 4    | 0 | 1 | 3 | 3:9   | 1    |

|  | Geplaatst voor tweede fase |

### Groep 4
| Plaats | Club        | Wed. | W | G | V | Saldo | Ptn. |
| ------ | ----------- | ---- | - | - | - | ----- | ---- |
| 1.     | Ferroviário | 4    | 2 | 2 | 0 | 3:1   | 8    |
| 2.     | Ríver       | 4    | 1 | 2 | 1 | 5:4   | 5    |
| 3.     | Maranhão    | 4    | 0 | 2 | 2 | 2:5   | 2    |

|  | Geplaatst voor tweede fase |

### Groep 5
| Plaats | Club                  | Wed. | W | G | V | Saldo | Ptn. |
| ------ | --------------------- | ---- | - | - | - | ----- | ---- |
| 1.     | Treze                 | 6    | 4 | 2 | 0 | 10:4  | 14   |
| 2.     | ABC                   | 6    | 2 | 3 | 1 | 8:6   | 9    |
| 3.     | Atlético Cajazeirense | 6    | 1 | 3 | 2 | 7:9   | 6    |
| 4.     | Botafogo-PB           | 6    | 0 | 2 | 4 | 8:14  | 2    |

|  | Geplaatst voor tweede fase |

### Groep 6
| Plaats | Club                 | Wed. | W | G | V | Saldo | Ptn. |
| ------ | -------------------- | ---- | - | - | - | ----- | ---- |
| 1.     | Confiança            | 6    | 3 | 2 | 1 | 7:4   | 11   |
| 2.     | CSA                  | 6    | 3 | 2 | 1 | 8:7   | 11   |
| 3.     | Corinthians Alagoano | 6    | 1 | 3 | 2 | 5:5   | 6    |
| 4.     | Sergipe              | 6    | 0 | 3 | 3 | 1:5   | 3    |

|  | Geplaatst voor tweede fase |

### Groep 7
| Plaats | Club                | Wed. | W | G | V | Saldo | Ptn. |
| ------ | ------------------- | ---- | - | - | - | ----- | ---- |
| 1.     | Itabaiana           | 6    | 3 | 1 | 2 | 8:4   | 10   |
| 2.     | Fluminense de Feira | 6    | 2 | 3 | 1 | 6:5   | 9    |
| 3.     | Palmeiras Nordeste  | 6    | 2 | 3 | 1 | 3:3   | 9    |
| 4.     | Colo Colo           | 6    | 0 | 3 | 3 | 3:8   | 3    |

|  | Geplaatst voor tweede fase |

### Groep 8
| Plaats | Club          | Wed. | W | G | V | Saldo | Ptn. |
| ------ | ------------- | ---- | - | - | - | ----- | ---- |
| 1.     | Ipatinga      | 4    | 1 | 3 | 0 | 3:2   | 6    |
| 2.     | Tupi          | 4    | 1 | 2 | 1 | 4:2   | 5    |
| 3.     | Rio Branco-ES | 4    | 1 | 1 | 2 | 2:5   | 4    |

|  | Geplaatst voor tweede fase |

### Groep 9
| Plaats | Club             | Wed. | W | G | V | Saldo | Ptn. |
| ------ | ---------------- | ---- | - | - | - | ----- | ---- |
| 1.     | Brasiliense      | 6    | 4 | 1 | 1 | 16:6  | 13   |
| 2.     | Anápolis         | 6    | 4 | 0 | 2 | 9:6   | 12   |
| 3.     | CFZ de Brasília  | 6    | 3 | 1 | 2 | 8:9   | 10   |
| 4.     | Grêmio Inhumense | 6    | 0 | 0 | 6 | 5:17  | 0    |

|  | Geplaatst voor tweede fase |

### Groep 10
| Plaats | Club               | Wed. | W | G | V | Saldo | Ptn. |
| ------ | ------------------ | ---- | - | - | - | ----- | ---- |
| 1.     | Novo Horizonte     | 4    | 1 | 3 | 0 | 4:3   | 6    |
| 2.     | CENE               | 4    | 0 | 4 | 0 | 4:4   | 4    |
| 3.     | União Rondonópolis | 4    | 0 | 3 | 1 | 5:6   | 3    |

|  | Geplaatst voor tweede fase |

### Groep 11
| Plaats | Club                | Wed. | W | G | V | Saldo | Ptn. |
| ------ | ------------------- | ---- | - | - | - | ----- | ---- |
| 1.     | Villa Nova          | 6    | 3 | 0 | 3 | 7:8   | 9    |
| 2.     | Atlético Goianiense | 6    | 2 | 3 | 1 | 7:6   | 9    |
| 3.     | Uberlândia          | 6    | 2 | 2 | 2 | 12:11 | 8    |
| 4.     | Goiânia             | 6    | 1 | 3 | 2 | 7:8   | 6    |

|  | Geplaatst voor tweede fase |

### Groep 12
| Plaats | Club          | Wed. | W | G | V | Saldo | Ptn. |
| ------ | ------------- | ---- | - | - | - | ----- | ---- |
| 1.     | Olaria        | 6    | 3 | 3 | 0 | 9:6   | 12   |
| 2.     | Bangu         | 6    | 2 | 3 | 1 | 11:7  | 9    |
| 3.     | Volta Redonda | 6    | 1 | 2 | 3 | 5:9   | 5    |
| 4.     | America-RJ    | 6    | 0 | 4 | 2 | 6:9   | 4    |

|  | Geplaatst voor tweede fase |

### Groep 13
| Plaats | Club              | Wed. | W | G | V | Saldo | Ptn. |
| ------ | ----------------- | ---- | - | - | - | ----- | ---- |
| 1.     | Atlético Sorocaba | 6    | 1 | 5 | 0 | 4:3   | 8    |
| 2.     | Ituano            | 6    | 1 | 4 | 1 | 6:5   | 7    |
| 3.     | Comercial-SP      | 6    | 1 | 4 | 1 | 6:5   | 7    |
| 4.     | Inter de Limeira  | 6    | 1 | 3 | 2 | 7:10  | 6    |

|  | Geplaatst voor tweede fase |

### Groep 14
| Plaats | Club          | Wed. | W | G | V | Saldo | Ptn. |
| ------ | ------------- | ---- | - | - | - | ----- | ---- |
| 1.     | Rio Branco-SP | 6    | 4 | 1 | 1 | 9:2   | 13   |
| 2.     | Marília       | 6    | 3 | 2 | 1 | 8:2   | 11   |
| 3.     | Ferroviária   | 6    | 1 | 4 | 1 | 4:6   | 7    |
| 4.     | Santo André   | 6    | 0 | 1 | 5 | 0:11  | 1    |

|  | Geplaatst voor tweede fase |

### Groep 15
| Plaats | Club              | Wed. | W | G | V | Saldo | Ptn. |
| ------ | ----------------- | ---- | - | - | - | ----- | ---- |
| 1.     | Iraty             | 6    | 4 | 1 | 1 | 8:4   | 13   |
| 2.     | União Bandeirante | 6    | 2 | 2 | 2 | 8:5   | 8    |
| 3.     | Ponta Grossa      | 6    | 1 | 3 | 2 | 6:9   | 6    |
| 4.     | Grêmio Maringá    | 6    | 1 | 2 | 3 | 3:7   | 5    |

|  | Geplaatst voor tweede fase |

### Groep 16
| Plaats | Club              | Wed. | W | G | V | Saldo | Ptn. |
| ------ | ----------------- | ---- | - | - | - | ----- | ---- |
| 1.     | Ulbra             | 6    | 5 | 0 | 1 | 7:2   | 15   |
| 2.     | Brasil de Pelotas | 6    | 4 | 1 | 1 | 9:5   | 13   |
| 3.     | São Gabriel       | 6    | 0 | 3 | 3 | 5:8   | 3    |
| 4.     | Tubarão           | 6    | 0 | 2 | 4 | 5:11  | 2    |

|  | Geplaatst voor tweede fase |

## Tweede fase
In geval van gelijkspel worden strafschoppen genomen, tussen haakjes weergegeven.
| Team #1             | Tot.        | Team #2           | 1ste wed | 2de wed |
| ------------------- | ----------- | ----------------- | -------- | ------- |
| Tupi                | 4 - 2       | Itabaiana         | 4 - 1    | 0 - 1   |
| Fluminense de Feira | 1 - 5       | Ipatinga          | 1 - 3    | 0 - 2   |
| CSA                 | 6 - 2       | Treze             | 6 - 1    | 0 - 1   |
| ABC                 | 2 - 2 (4-2) | Confiança         | 2 - 1    | 0 - 1   |
| Anápolis            | 4 - 2       | Novo Horizonte    | 2 - 2    | 2 - 0   |
| CENE                | 5 - 5 (5-6) | Brasiliense       | 3 - 4    | 2 - 1   |
| Atlético Goianiense | 1 - 1 (2-4) | Olaria            | 0 - 0    | 1 - 1   |
| Bangu               | 1 - 5       | Villa Nova        | 1 - 3    | 0 - 2   |
| Atlético Roraima    | 3 - 1       | Tuna Luso         | 2 - 1    | 1 - 0   |
| Tocantinópolis      | 1 - 2       | Nacional          | 1 - 0    | 0 - 2   |
| Ríver               | 0 - 0 (4-3) | Santa Inês        | 0 - 0    | 0 - 0   |
| Tocantins           | 1 - 9       | Ferroviário       | 1 - 2    | 0 - 7   |
| Marília             | 0 - 0 (4-2) | Atlético Sorocaba | 0 - 0    | 0 - 0   |
| Ituano              | 2 - 3       | Rio Branco-SP     | 2 - 2    | 0 - 1   |
| Brasil de Pelotas   | 2 - 2 (3-5) | Iraty             | 2 - 1    | 0 - 1   |
| União Bandeirante   | 3 - 4       | Ulbra             | 0 - 2    | 3 - 2   |

## Derde fase
In geval van gelijkspel worden strafschoppen genomen, tussen haakjes weergegeven.
| Team #1          | Tot.        | Team #2       | 1ste wed | 2de wed |
| ---------------- | ----------- | ------------- | -------- | ------- |
| Tupi             | 2 - 3       | Ipatinga      | 2 - 1    | 0 - 2   |
| CSA              | 1 - 8       | ABC           | 0 - 4    | 1 - 4   |
| Anápolis         | 0 - 2       | Brasiliense   | 0 - 0    | 0 - 2   |
| Olaria           | 0 - 0 (5-6) | Villa Nova    | 0 - 0    | 0 - 0   |
| Atlético Roraima | 5 - 7       | Nacional      | 4 - 3    | 1 - 4   |
| Ríver            | 3 - 4       | Ferroviário   | 3 - 2    | 0 - 2   |
| Marília          | 4 - 2       | Rio Branco-SP | 2 - 0    | 2 - 2   |
| Ulbra            | 1 - 0       | Iraty         | 1 - 0    | 0 - 0   |

## Vierde fase
| Team #1     | Tot.  | Team #2     | 1ste wed | 2de wed |
| ----------- | ----- | ----------- | -------- | ------- |
| Ipatinga    | 1 - 0 | ABC         | 1 - 0    | 0 - 0   |
| Brasiliense | 4 - 1 | Villa Nova  | 2 - 1    | 2 - 0   |
| Nacional    | 5 - 4 | Ferroviário | 2 - 1    | 3 - 3   |
| Ulbra       | 3 - 6 | Marília     | 2 - 2    | 1 - 4   |

## Finalegroep
| Plaats | Club        | Wed. | W | G | V | Saldo | Ptn. |
| ------ | ----------- | ---- | - | - | - | ----- | ---- |
| 1.     | Brasiliense | 6    | 3 | 3 | 0 | 9:5   | 12   |
| 2.     | Marília     | 6    | 3 | 2 | 1 | 11:7  | 11   |
| 3.     | Ipatinga    | 6    | 1 | 2 | 3 | 8:10  | 5    |
| 4.     | Nacional    | 6    | 1 | 1 | 4 | 3:9   | 4    |

|  | Kampioen, promotie naar Série B |
|  | Promotie naar Série B           |

### Kampioen
| Campeonato Brasileiro Série C de 2002 |
| Federaal District                     |
| ------------------------------------- |
| BRASILIENSE Kampioen (1° titel)       |